# السليم (ينبع)
السليم قرية من قرى محافظة ينبع والتابعة لمنطقة المدينة المنورة في السعودية.

## وصلات خارجية
- موقع إمارة المدينة المنورة